# Délire de relation des sensitifs

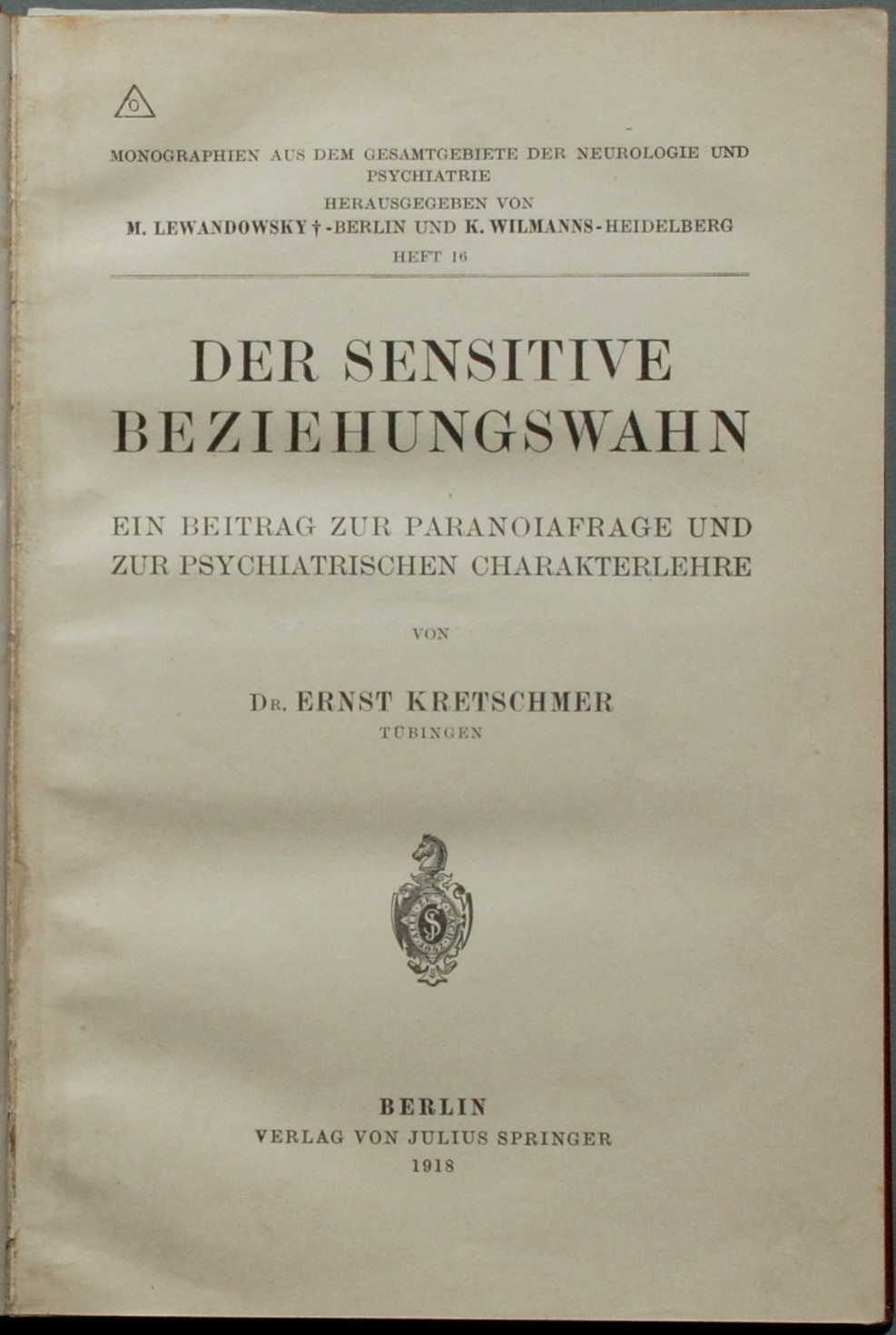
Der sensitive Beziehungswahn (éd. Berlin, 1918).

Le délire de relation des sensitifs ou délire de relation des sensitifs de Kretschmer du nom du psychiatre Ernst Kretschmer qui l'a décrit en 1918 est un trouble psychiatrique du groupe des délires paranoïaques qui survient le plus souvent chez une personnalité particulière appelée personnalité sensitive.
Ce type de délire se distingue par son caractère intériorisé, vécu sur un mode passif et dépressif. Dans les cas sévères, il peut se compliquer d'un risque suicidaire, mais l'évolution est le plus souvent favorable et de bon pronostic.

## La personnalité sensitive
C'est un type de personnalité paranoïaque marqué par un sens élevé des valeurs morales :
- l'orgueil, la haute estime de soi-même conduit à se considérer comme jamais suffisamment reconnu à sa juste valeur ;
- une hyperesthésie relationnelle entraînant une grande vulnérabilité dans les contacts sociaux (susceptibilité) ;
- une tendance à l'autocritique, à intérioriser douloureusement les échecs, et à retenir ses émotions.

On ne retrouve pas l'hypertrophie du moi ni la quérulence présentes chez les autres personnalités paranoïaques même si, en réalité, la haute estime de soi-même y participe.
Ces personnes se reconnaissent faibles, timides, vulnérables, hésitantes, etc. tout en ayant la certitude de leur valeur intellectuelle et morale. Elles se caractérisent aussi par une asthénie, c'est-à-dire une grande fatigabilité. Le sensitif est un « bourreau de lui-même  » qui s'épuise dans les réalisations manquées des exigences qu'il s'impose. Les situations de frustration sont vécues avec un sentiment douloureux d'incompétence et d'humiliation.
Il existe un contraste entre la qualité du développement intellectuel et l'inhibition affective (sexualité inhibée, troubles sexuels, échecs affectifs). Repliés sur eux-mêmes tout en étant d'abord facile et bienveillant, ils sont dévoués aux autres et souvent philanthropes. Ils ressentent toute sympathie à leur égard comme un lien absolu, et la moindre critique comme une trahison. Le philanthrope déçu peut alors se retourner en misanthrope qui s'isole du monde par ressentiment.
Historiquement, Ernst Kretschmer a décrit plusieurs variantes de tempérament sensitif, comme « le jeune homme masturbateur  », ou « la vieille fille », mais ces descriptions paraissent très dépendantes de leur époque.

## Description du délire de relation des sensitifs
Il s'agit d'un délire de relation, chronique et systématisé, non dissociatif c'est-à-dire qu'il n'appartient pas au groupe des schizophrénies.
Ce délire ne s'observe que chez les sujets présentant une personnalité de type sensitif. En ce domaine, la continuité entre type de personnalité et type de délire est la mieux établie dans le registre de la paranoïa.
Il s'installe progressivement chez l'adulte, généralement en milieu de vie. Il est d'abord intériorisé et secret, mais élaboré consciemment par un sujet lucide qui le vit douloureusement. L'évènement déclenchant est un échec moral, lié à un conflit réel, professionnel ou sentimental. Les propos, mimiques, gestes de l'entourage sont interprétés comme des signes évidents de mépris et d'hostilité. Le mécanisme interprétatif est prévalent, avec une tension interne telle que le mécanisme habituel d'intériorisation des conflits du sensitif ne fonctionne plus.
Le délire éclot et s'extériorise d'une façon brusque. Les thèmes du délire sont principalement des idées d'auto-accusation dépressive, de surveillance malveillante, de préjudice et de mépris, ou d'atteinte de ses valeurs morales.
Le délire prend sa source dans une expérience réelle initiale, puis s'étend de façon centrifuge mais en restant limité au cercle proche du patient (milieu professionnel, familial et de voisinage).
Il est vécu douloureusement et de manière solitaire. Les traits de caractères du sensitif s'expriment en paroxysme délirant : la timidité devient certitude d'une impuissance totale, le doute en conviction catastrophique, la susceptibilité en châtiment auto-punitif. Tout s'explique et s'enchaîne par intuitions et interprétations.
Il se complique généralement d'épisodes dépressifs parfois sévères. Contrairement à ce qui se passe dans les autres types de paranoïa il n'y a pas de réaction d'agressivité envers l'entourage, peu de réaction bruyante, ni de dangerosité tournée vers autrui. Le sujet réagit par la passivité, l'isolement et enfin la fuite.
L'évolution dépressive est faite de périodes de soumission triste avec des périodes d'affolement, où le risque suicidaire est certain. Elle est plus courte (plusieurs mois) que dans les autres paranoïas. Elle se fait le plus souvent vers la guérison, avec un état compatible avec la vie sociale ordinaire, mais avec un risque de rechute après une nouvelle déception.

## Nosologie
La nosographie française distingue classiquement au sein des délires paranoïaques, trois entités principales : les délires passionnels, les délires d'interprétation, et les délires de relation de Kretschmer.
Ces trois entités n'existent pas dans les classifications internationales où elles sont regroupées en troubles délirants (delusional disorder). Ces troubles sont spécifiés en fonction du thème délirant (persécution, érotomanie, jalousie, mégalomanie, hypocondrie, etc.).
Selon le DSM-5, le diagnostic de trouble délirant repose sur la présence d'une ou plusieurs idées délirantes pendant une durée d'un mois ou plus, et qui ne répond pas aux critères de la schizophrénie. Il s'accompagne d'outils spécifiques permettant d'évaluer la sévérité et l'évolution de la maladie.

## Traitement
La thérapeutique du délire de relation des sensitifs est basée sur les mêmes principes que celle des délires chroniques de la paranoïa. La prise en charge repose sur la pharmacologie et la psychothérapie.
Les objectifs du traitement sont l'atténuation du délire, la diminution de l'adhésion du patient à ses idées, l'amélioration du fonctionnement global, et la prévention du risque de passage à l'acte (suicidaire chez le sensitif).
L'hospitalisation de courte durée est parfois nécessaire, pour un premier bilan, ou en cas de délire exacerbé avec trouble grave du comportement.
Dans le cas du délire des sensitifs, en phase de dépression sévère, le traitement est basé sur les antidépresseurs, sous le contrôle spécialisé d'un psychiatre. Un traitement de fond neuroleptique peut éventuellement s'y associer, ainsi qu'une psychothérapie de soutien,.
Le traitement écourte l'évolution souvent spontanément favorable. Après guérison de l'accès délirant dépressif, l'arrêt complet des médicaments ou la poursuite d'une  psychothérapie peuvent se discuter.